# Шлиссельбургское шоссе

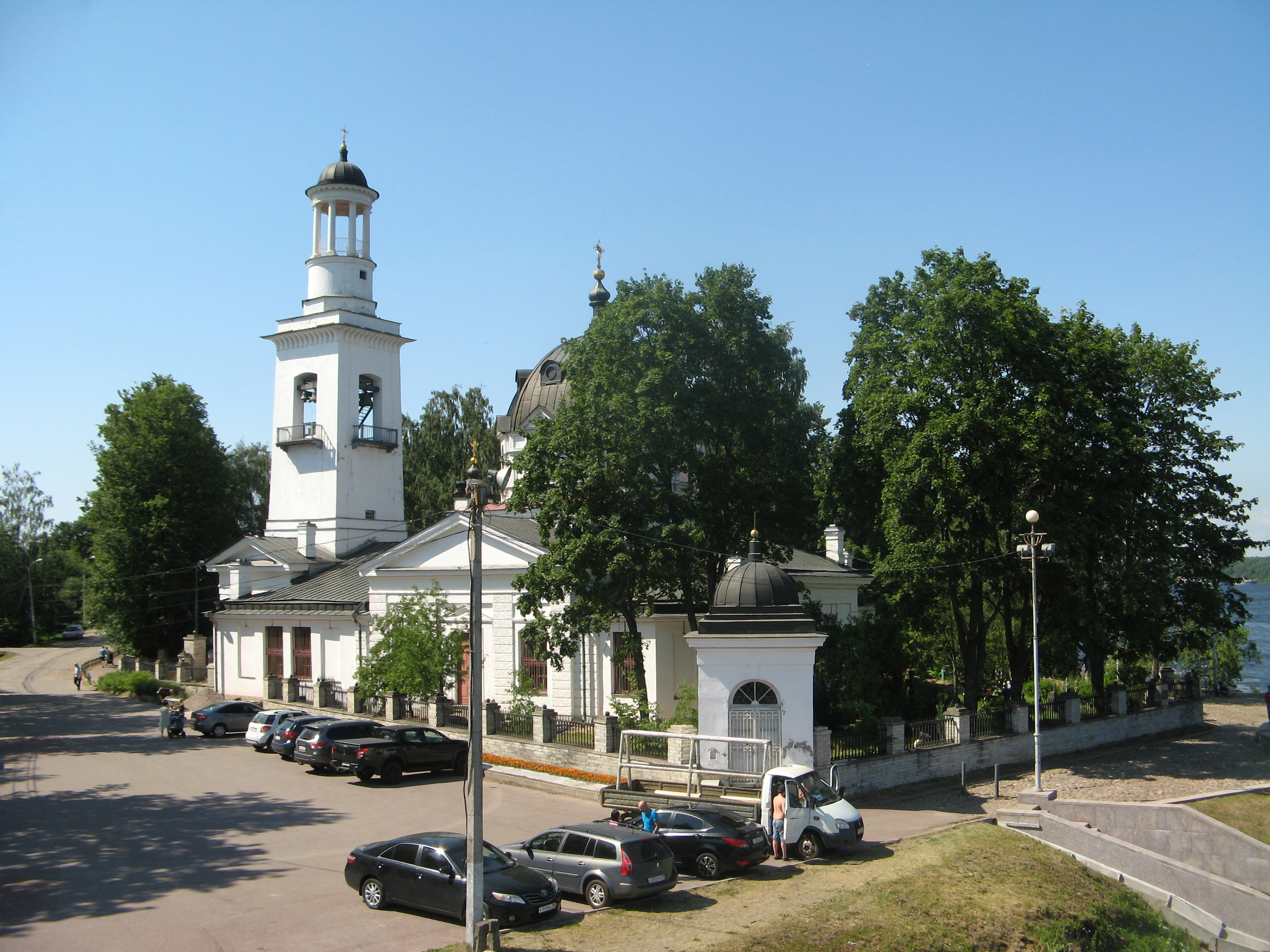
Церковь Александра Невского в Усть-Ижоре

Шлиссельбургское шоссе — дорога в Колпинском районе Санкт-Петербурга. Проходит от Петрозаводского шоссе вдоль Невы. Исторически Шлиссельбургское шоссе проходило от Советского проспекта в Усть-Славянке до Ленинградского шоссе в Отрадном. Долгое время являлось основной пешеходной автомобильной дорогой на пути из Санкт-Петербурга в Шлиссельбург (до строительства в 1950-х годах участка Петрозаводского шоссе в посёлке Сапёрный).
В XX веке было разорвано на несколько участков в связи со сносом автомобильного моста через Ижору в 1960-х годах, расширением Средне-Невского судостроительного завода в посёлке Понтонный, строительством водопроводной станции в посёлке Корчмино в 1970-х годах, а также второй линии судостроительного завода «Пелла» в посёлке Сапёрный в 2000-х годах. В настоящее время состоит из следующих участков:
- Усть-Ижора: от Советского проспекта до реки Ижоры и пешеходного Меншикова моста;
- Усть-Ижора, Понтонный: от реки Ижоры (Меншикова моста) до территории Средне-Невского судостроительного завода юго-восточнее пересечения с улицей Пролетарской Победы; по состоянию на начало 1940-х годов имелся участок шоссе, огибавший территорию завода[1], который в настоящее время ликвидирован;
- Понтонный: от территории Средне-Невского судостроительного завода западнее пересечения с Новым переулком до Лагерного шоссе;
- Сапёрный: короткий участок длиной 200 м от Лагерного шоссе до территории очистных сооружений;
- Сапёрный: от территории очистных сооружений до Дорожной улицы; участок от Дорожной улицы до судостроительного завода «Пелла» носит название Невская улица, часть улицы севернее мебельной фабрики «Балтика-мебель» представляет собой грунтовую дорогу;
- Отрадное: от территории завода «Пелла» до Ленинградского шоссе, часть улицы носит название улица Танкистов.

Выявленный объект культурного наследия, здесь сохранилось историческое булыжное мощение.
Участок шоссе на территории Усть-Ижоры в советское время носил название проспект Девятого Января (историческое название возвращено 13 августа 2002 года). Участок шоссе на территории посёлка Сапёрный имеет отдельную нумерацию зданий.

## Достопримечательности
- Церковь Александра Невского (Усть-Ижора), на месте Невской битвы.  781510374140006
- № 48 — торговое здание (лавки и харчевня), середина XIX в.  7832110000
- № 50 — дом волостного правления, конец XIX — начало XX в.  7832111000
- № 169 — дом Захаровых, 1830-е. Купцы Захаровы в середине XIX века владели местным кирпичным производством. В 2020 году здание выкупил частный инвестор, планируется реставрация[3].  7832113000
- № 189 — жилой дом 1830-х годов постройки.  7832117000
- № 191 — жилой дом 1830-х.  7832118000
- № 219 — здание волостного управления, начало XX века.  7832120000
- № 251 — дом Р. Малоземова, 1881 г.  7832121000

## Транспорт
Ближайшая станция метро — «Рыбацкое».
На участке шоссе в посёлке Понтонный (от Лагерного шоссе до улицы Судостроителей) работает автобусный маршрут № 336 (на Колпино, Заводской проспект).

## Галерея

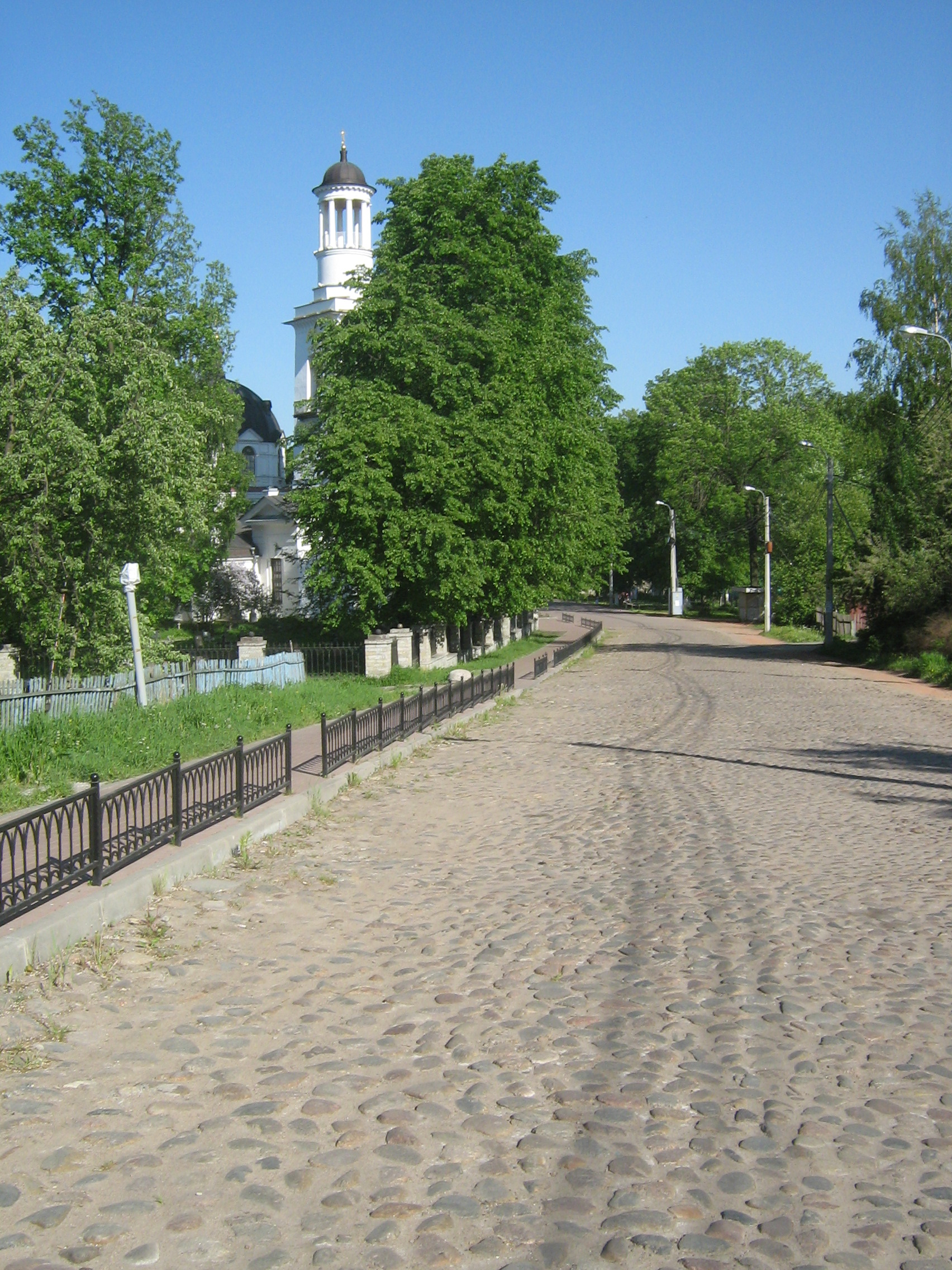
Дорога к церкви (Шлиссельбургское шоссе)
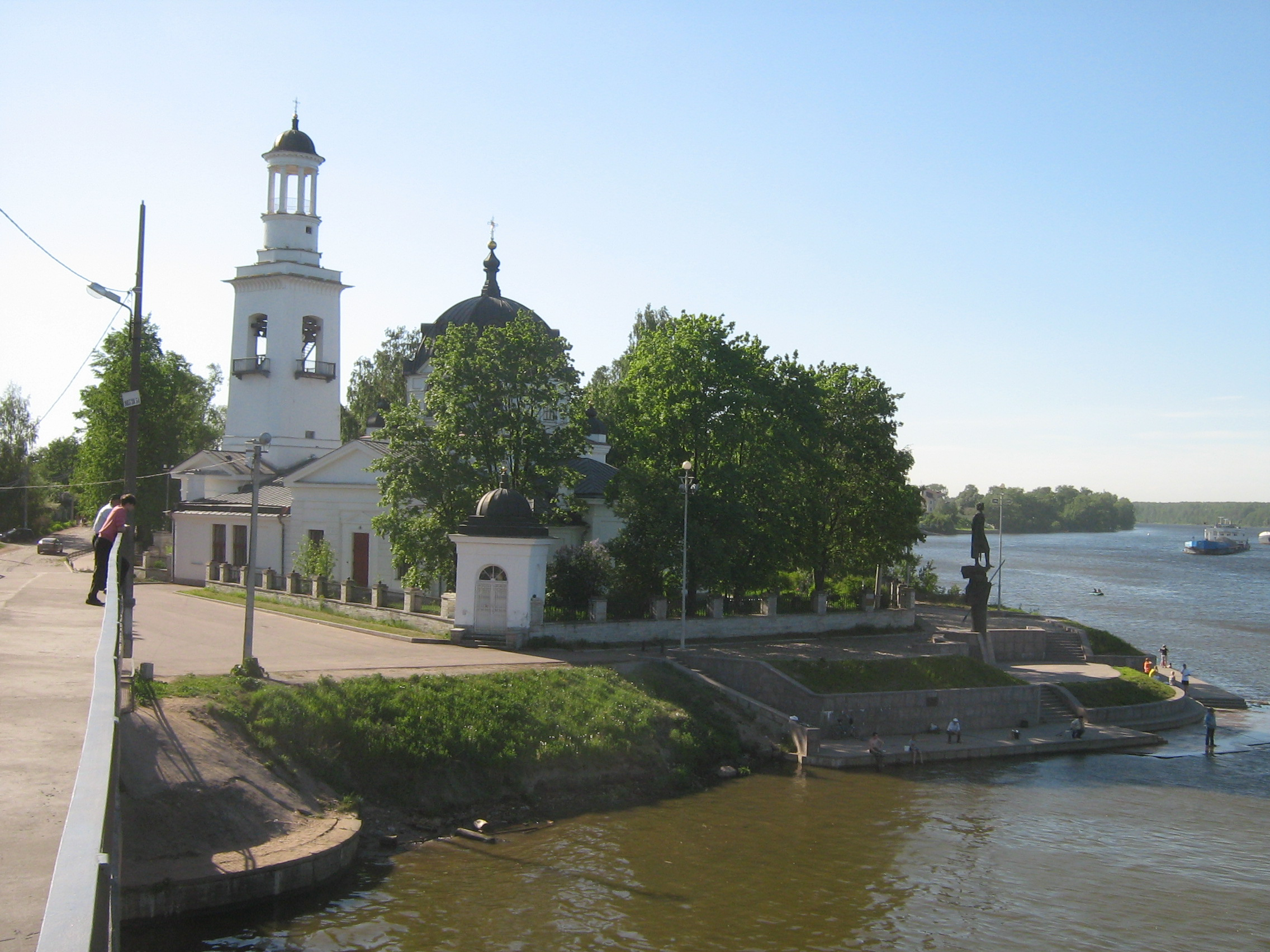
Вид с пешеходного моста через Ижору